# Natalie Coughlin
Natalie Anne Coughlin (Vallejo, 23 de agosto de 1982) é uma nadadora norte-americana.

## Biografia
Coughlin, de origens irlandesa e filipina, nasceu em Vallejo, California. Começou a nadar na Associação Cristã para Jovens, quando tinha 10 anos de idade. Em 1998, aos 15 anos tornou-se a primeira nadadora a se qualificar para o Summer National nas 14 modalidades.
Em 2002, Coughlin foi eleita "Nadadora do Ano" pela revista Swimming World Magazine.[carece de fontes?]
Conquistou cinco medalhas nas Olimpíadas de Atenas em 2004, sendo duas de ouro, nos 100 metros costas e no revezamento 4x200 metros livre (juntamente com Carly Piper, Dana Vollmer e Kaitlin Sandeno), duas de prata, nos revezamentos 4x100 metros livre (juntamente com Kara Lynn Joyce, Amanda Weir e Jenny Thompson) e 4x100 metros medley (juntamente com Amanda Beard, Jenny Thompson e Kara Lynn Joyce), e uma de bronze nos 100 metros livre.
Coughlin se juntou a Shirley Babashoff, Marion Jones, Shannon Miller, Mary Lou Retton e Dara Torres como as únicas americanas a conquistarem cinco medalhas em uma única Olimpíada. Ela também se tornou a primeira mulher a nadar os 100 metros costas em menos de 1 minuto (59.58) e a primeira americana a romper a barreira dos 54 segundos nos 100 metros livre (53.99).
Conquistou ainda numerosas vitórias no Campeonato Pan-Pacífico: 2002, Yokohama: 100 m livre; 2002, Yokohama: 100 m costas; 2002, Yokohama: 100 m borboleta; 2002, Yokohama: revezamento 4x200 m livre; 2006, Victoria: 100 m livre; 2006, Victoria: revezamento 4x100 m livre; 2006, Victoria: revezamento 4x200 m livre e 2006, Victoria: revezamento 4x100 m estilos.
Em piscina olímpica, foi recordista mundial nos 100 metros costas entre 2002 e 2008 (em 2008 teve seu recorde quebrado, o recuperou e o perdeu novamente). Em piscina semiolímpica, foi recordista mundial dos 100 metros borboleta entre 2002 e 2006, e dos 100 metros medley entre 2002 e 2009.